# 요크셔 테리어

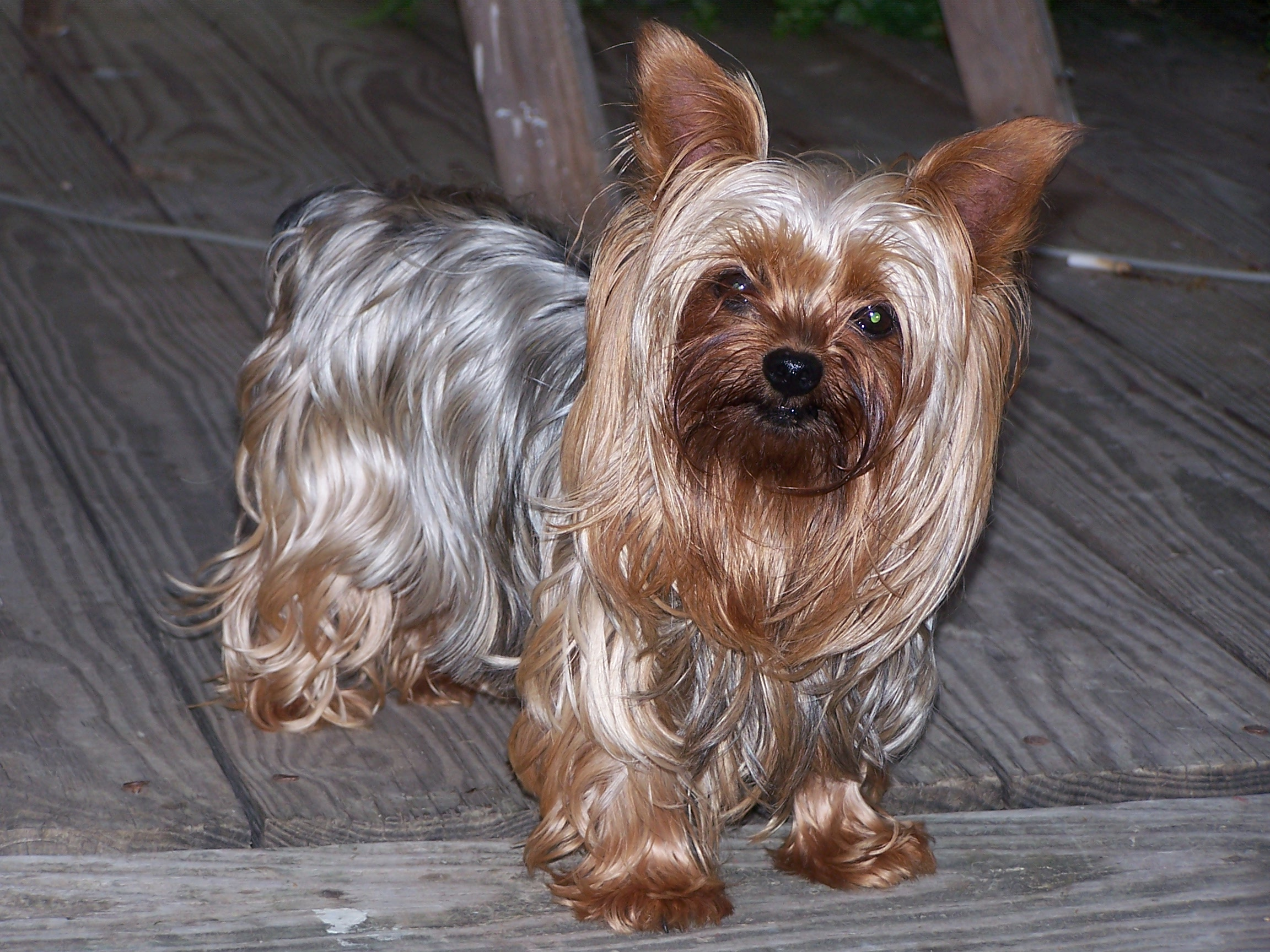
청회색 빛깔을 이루는 요크셔 테리어

요크셔 테리어(영어: Yorkshire terrier)는 영국의 개 품종 중의 하나이며, 한때 노동자들이 기르던 개이며, 쥐잡기용 강아지로 인기가 높았던 애완견이다. 털의 색깔은 머리와 사지만 짙은 황갈색이고, 그 외의 다른 부위는 감청색 계통이다. 별명으로는 '요키', '요크'가 있다.
그리고 성격은 사는 환경에 따라 달라지며 온순한 성격과 천진난방한 성격 두가지 중에 하나를 가지고 있다.
크기는 20~23cm이고, 몸무게는 3kg 전후, 최대 3.2 킬로그램(7파운드)이며, 움직이는 보석이라는 별칭을 가지고 있다.
그 외에도 고양이와 비슷하게 쥐를 사냥하거나 잡아먹는 경우도 있다.

## 역사
요크셔 테리어는 북부 잉글랜드의 험난한 지역 요크셔(랭커셔와 결합)가 기원이다. 19세기 중반 스코틀랜드 노동자들은 일을 찾으러 요크셔에 와서 여러 종의 조그마한 테리어들을 데려왔다. 여러 차례에 걸친 품종교배로 인해 소형화되어 오늘에 이르고 있다. 성격을 보면 고양이에 가까울 때에도 간혹 있다. 이는 요조숙녀 기질이 매우 강력하기 때문이다.

## 건강
요크셔 테리어에 자주 보이는 건강 문제로는 기관지염, 림프관확장증, 간문맥전신단락증, 백내장, 녹내장, 건성각결막염, 고혈압, 뇌졸중, 동맥경화, 고지혈증, 슬개골탈구, 당뇨병, 기관허탈, 위궤양, 췌장염, 간암, 수두증 등이 있다. 또, 요크셔 테리어는 예민한 소화 계통을 지니고 있어서 정규 식단 이외의 음식을 소비할 경우 구토나 설사를 유발 및 야기할 수 있다. 따라서 요크셔 테리어는 말티즈, 시추, 푸들, 치와와, 비숑 프리제 등 다른 소형 견종에 비해 건강에 그만큼 취약해지는 부분이 많이 있는 측면을 가지고 있기 때문이다. 그 외에도 건강상 취약한 측면도 물론 있기 때문에 치은염, 치주염 등도 걸리는 등 심한 입냄새도 물론 있다. 또한 장기가 쉽게 손상되는 견종 중의 하나이기도 하다.

## 외모
얼굴의 경우 일부는 시추 또는 치와와 등과 비슷하게 인식되는 경우도 있어 시각적인 환경이 나쁜 사람들에게는 간혹 헷갈릴 수도 있다.

## 같이 보기
- 오스트레일리안 실키 테리어
- 오스트레일리안 테리어
- 미니어처 슈나우저